# Gessi di Monte Rocca, Monte Capra e Tizzano
Gessi di Monte Rocca, Monte Capra e Tizzano este o arie protejată (arie specială de conservare — SAC, sit de importanță comunitară — SCI) din Italia întinsă pe o suprafață de 226 ha, integral pe uscat.

## Localizare
Centrul sitului Gessi di Monte Rocca, Monte Capra e Tizzano este situat la coordonatele 44°28′00″N 11°15′00″E / 44.4667°N 11.25°E.

## Înființare
Situl Gessi di Monte Rocca, Monte Capra e Tizzano a fost declarat sit de importanță comunitară în iulie 2006 pentru a proteja 24 de specii de animale. Situl a fost protejat și ca arie specială de conservare în martie 2019.

## Biodiversitate
Situată în ecoregiunea continentală, aria protejată conține 10 habitate naturale: Galerii de Salix alba și de Populus alba, Păduri de Castanea sativa, Păduri de Quercus ilex și Quercus rotundifolia, Pajiști uscate seminaturale și facies de acoperire cu tufișuri pe substraturi calcaroase (Festuco-Brometalia) (* situri importante pentru orhidee), Peșteri inaccesibile publicului, Pajiști carstice calcaroase sau bazofile, de Alysso-Sedion albi, Păduri ilirice de stejar și carpen (Erythronio-Carpinion), Păduri de stejar alb estice, Pante stâncoase calcaroase cu vegetație casmofită, Pseudostepă cu ierburi și specii anuale de Thero-Brachypodietea.
La baza desemnării sitului se află mai multe specii protejate:
- păsări (13): caprimulg (Caprimulgus europaeus), florinte (Chloris chloris), erete cenușiu (Circus pygargus), presură bărboasă (Emberiza cirlus), Falco biarmicus, șoim călător (Falco peregrinus), capîntortură (Jynx torquilla), sfrâncioc roșiatic (Lanius collurio), viespar (Pernis apivorus), pitulice de munte (Phylloscopus collybita), cănăraș (Serinus serinus), huhurez mic (Strix aluco), silvie de câmp (Sylvia communis)
- amfibieni (2): Bombina pachypus, Triturus carnifex
- mamifere (5): liliac cu aripi lungi (Miniopterus schreibersii), liliac cărămiziu (Myotis emarginatus), liliac comun (Myotis myotis), liliacul mare cu potcoavă (Rhinolophus ferrumequinum), liliacul mic cu potcoavă (Rhinolophus hipposideros)
- nevertebrate (3): croitorul mare al stejarului (Cerambyx cerdo), Euplagia quadripunctaria, rădașcă (Lucanus cervus)
- reptile (1): țestoasa de baltă (Emys orbicularis)

Pe lângă speciile protejate, pe teritoriul sitului au mai fost identificate 7 specii de plante, 2 specii de amfibieni, 11 specii de mamifere, 2 specii de nevertebrate, 5 specii de reptile.